# Curzio Inghirami
Curzio Inghirami (Volterra, 29 dicembre 1614 – Volterra, 23 dicembre 1655) è stato un archeologo italiano.

## Biografia
Curzio Inghirami nacque a Volterra il 29 dicembre 1614 da Inghiramo del Cavalier Curzio e dalla senese Silvia di Giulio Piccolomini. Si dedicò sin dalla giovane età allo studio delle lettere classiche, avvalendosi sia dell’archivio sia della biblioteca di famiglia, entrambe particolarmente ricche. Insieme all'amico Raffaello Maffei intraprese un approfondito studio dei documenti reperibili in Volterra, analizzando i documenti dell'archivio comunale, dell'archivio vescovile e dell'archivio della Badia Camaldolese. Intorno al 1640 sposò Orsola di Ser Claudio Ciupi, vedova di Anton Lorenzo di Michelangelo Riccobaldi Del Bava. Nel 1647 il consiglio comunale di Volterra decise di contribuire al nuovo progetto internazionale ideato dal gesuita fiammingo Jean Bolland: un'edizione accademica delle vite dei santi con un enorme apparato di note erudite sulle loro reliquie e sulla loro posizione (gli Acta Sanctorum). Come città natale di San Lino, il secondo papa, Volterra aveva un posto nella storia cristiana di cui andare orgogliosa. Il compito di redigere il rapporto su Volterra per Jean Bolland e i bollandisti ricadde su Curzio Inghirami e Raffaello Maffei, la cui fama ed erudizione furono calorosamente annotate nella loro lettera di nomina. Inghirami e Maffei completarono nel 1649 il Processo alle Sacre Reliquie, che confluirà poi negli Acta Sanctorum. Di notevole importanza sono anche gli studi sulle genealogie delle principali famiglie volterrane e le ricerche sulla storia dei vescovi volterrani, condotti anch'essi con la collaborazione di Maffei.
Consolo dell'Accademia dei sepolti sino alla morte, Inghirami prese parte attiva alla vita sociale e politica della città. Morì a Volterra il 23 dicembre 1655 a soli 41 anni, lasciando vari scritti rimasti inediti, alcuni dei quali sono oggi conservati nella Biblioteca Guarnacci.

## Opere
Nel 1637 Inghirami pubblicò gli Etruscarum antiquitatum fragmenta, in cui annunciava la scoperta di importanti documenti, contenenti quasi tutta la storia del popolo etrusco e della sua civiltà, nel suo possedimento di Scornello, vicino a Volterra. L'opera suscitò un vastissimo scalpore in tutta Europa. Si trattava in realtà di un falso clamoroso, come venne quasi subito dimostrato. Inghirami difese la genuinità delle sue scoperte in un ampio Discorso (1645), ma il prefetto della Biblioteca apostolica vaticana Leone Allacci dimostrò in modo inconfutabile la falsità dei documenti nell'opuscolo polemico Animadversiones in antiquitatum etruscarum fragmenta. La scrittura nei testi etruschi andava nella direzione sbagliata, da sinistra a destra. Più importante - e più significativo - era il fatto che i testi latini erano scritti in minuscolo. Attingendo a umanisti precedenti, molti dei quali avevano discusso brevemente o di sfuggita l'argomento, Allacci insisteva sul fatto che i romani avevano sempre redatto i loro testi letterari in maiuscolo. Per dimostrarlo fece ricorso al Virgilio romano e vaticano e alla Littera Florentina. Il breve schizzo della storia dell'antica scrittura latina redatto da Allacci fornì il modello per Jean Mabillon, che lo citò nel suo De re diplomatica (1681).
L'opera di Inghirami «ebbe comunque il merito di attirare l'attenzione degli studiosi sul problema etrusco, anticipando anche alcuni atteggiamenti, come l'esaltazione incondizionata di quel popolo e lo spirito antiromano, dell'etruscologia settecentesca.» Falsi come i frammenti di Beroso di Annio da Viterbo o le Etruscarum antiquitatum dell'Inghirami, ebbero anche un fecondo effetto sul senso critico, poiché gli studiosi si sentirono in dovere di esaminare i nuovi reperti e nel processo cercarono di ampliare la loro conoscenza dei libri antichi.
Curzio Inghirami era Consolo dell'Accademia dei Sepolti di Volterra, la quale gestiva il Teatro della città, ubicato nella Piazza principale (oggi Piazza dei Priori). Sono state ritrovate due esilaranti commedie inedite scritte da Inghirami: "L'Armilla" e "Amico Infido" tradotte anche in Inglese da Ingrid Rowland. Sono state pubblicate in un volume curato da Simon Domenico Migliorini, per le edizioni dell'attuale Accademia dei Sepolti. Il volume ha contributi di Giovanni Antonucci, Marcella Paggetti, Lucia Ghilli e Ingrid Rowland.

## Pubblicazioni
- (LA) Curzio Inghirami, Etruscarum antiquitatum fragmenta, Francofurti, 1637. URL consultato il 6 aprile 2020.
- Curzio Inghirami, Discorso di Curzio Inghirami sopra l'opposizioni fatte all'antichità toscane diuiso in dodici trattati, Firenze, per Amadore Massi, e Lorenzo Landi, 1645. URL consultato il 6 aprile 2020.